# Умершие в сентябре 2007 года
Это список известных людей, соответствующих установленным критериям значимости (см. Википедия:Критерии значимости персоналий), умерших в сентябре 2007 года.
Причина смерти указывается лишь в исключительных случаях (убийство, самоубийство, гибель в результате военных действий, смертная казнь, ДТП или несчастные случаи). В остальных случаях — не указывается.

## Список
- 3 сентября — Стив Фоссетт (63) — американский миллиардер, воздухоплаватель, яхтсмен, известный своими рекордами в воздухоплавании и парусном спорте; погиб, разбившись на личном самолёте, несколько месяцев считался пропавшим без вести.
- 5 сентября — Татьяна Елизаренкова — российский лингвист и переводчик.
- 5 сентября — Алексей Казанцев (61) — русский драматург, театральный деятель[1].
- 6 сентября — Лучано Паваротти (71) — оперный певец, тенор[2].
- 6 сентября — Айрапетов, Шаген Александрович — российский архитектор
- 6 сентября — Чех, Мартин — чешский хоккеист.
- 7 сентября — Марк Вайль (55) — известный советский и узбекский театральный режиссёр, основатель и художественный руководитель театра «Ильхом» в Ташкенте; убийство.
- 7 сентября — Роганов, Альберт Михайлович (72) — государственный советский хозяйственный и партийный деятель, секретарь МГК КПСС[3].
- 9 сентября — Кук, Василий Степанович — генерал-хорунжий Украинской повстанческой армии (УПА) и её последний главнокомандующий.
- 10 сентября — Уайман, Джейн — американская актриса.
- 11 сентября — Завинул, Джо (75) — австрийский композитор и пианист.
- 15 сентября — Макрей, Колин Стил (39) — знаменитый автогонщик, экс-чемпион мира по ралли.
- 16 сентября — Джордан, Роберт (58) — известный фэнтези-писатель.
- 18 сентября — Борис Грушин (78) — российский социолог[4].
- 20 сентября — Шершунов, Виктор Андреевич (56) — губернатор Костромской области.
- 22 сентября — Марсель Марсо (84) — французский актёр-мим[5].
- 24 сентября — Андре Горц (84) — французский леворадикальный философ, социолог, экономист, один из основателей известного еженедельника Le Nouvel Observateur (1964); самоубийство.
- 24 сентября — Наталья Пивоварова (44) — солистка группы «Колибри».
- 26 сентября — Кудряшов, Константин Иванович — контр-адмирал, руководитель отдела военного и оборонного сотрудничества Постоянного Комитета Союза России и Белоруссии (2002—2007).
- 27 сентября — Леманский, Александр Алексеевич (72) — генеральный конструктор НПО «Алмаз».
- 28 сентября — Козловецкий, Адам — иезуит, польский и замбийский кардинал.
- 28 сентября — Шкроб, Александр Моисеевич — учёный-химик и биолог, создатель научно-просветительской интернет-библиотеки Vivos voco!.
- 30 сентября — Максвелл, Лоис (80) — канадская актриса, наиболее известная исполнением роли мисс Манипенни в фильмах о Джеймсе Бонде.
- 30 сентября — Елич, Милан — боснийский политический деятель, президент Республики Сербской с 9 ноября 2006 года.